# Tristan Harris
Tristan Harris és un expert en la tecnologia estatunidenc. És el president i cofundador del Center for Humane Technology. Al principi de la seva carrera, Harris va treballar com a desenvolupador a Google. Es va graduar a la Universitat Stanford, on va estudiar Ètica de la persuasió humana.

## Trajectòria
Harris es va criar a l'àrea de la badia de San Francisco. Va estudiar Informàtica a la Universitat Stanford mentre feia pràctiques a Apple Inc. Després va estudiar un màster a Stanford centrat en la interacció humà-ordinador, on va assistir a classe de B.J. Fogg, que dirigeix el Persuasive Technology Lab («Laboratori de tecnologia persuasiva»). Harris va ser company de classe d'un dels fundadors d'Instagram, Kevin Systrom, i va ajudar a crear una versió de prova amb l'altre fundador, Mike Krieger.
El 2007, Harris va llançar una start-up anomenada Apture. Google va adquirir Apture el 2011 i Harris va acabar treballant a Google Inbox. El febrer de 2013, mentre treballava a Google, Harris va escriure una presentació titulada A call to minimize distraction & respect users' attention («Una crida per minimitzar la distracció i respectar l'atenció dels usuaris»), que va compartir amb els seus companys de feina. En aquella presentació va suggerir que Google, Apple i Facebook haurien de «sentir una enorme responsabilitat» per assegurar-se que la humanitat no es passa els dies enterrada en un telèfon intel·ligent. La presentació de 141 diapositives va ser finalment vista per milers d'empleats de Google i va provocar debats sobre les responsabilitats de l'empresa. Harris té diverses patents del seu treball anterior a Apple, Wikia, Apture i Google.
Harris va deixar Google el desembre de 2015 per a cofundar l'organització sense ànim de lucre Time Well Spent, que més tard es va reanomenar Center for Humane Technology. Harris espera implementar tecnologies alternatives basades en els valors fonamentals d'ajudar a la gent a passar un temps de qualitat, en lloc d'exigir-li més temps contínuament. Va afirmar que les ments humanes poden ser segrestades i les decisions que prenen no són tan lliures com creuen. The Atlantic va declarar al seu número de novembre de 2016 que «Harris és el més semblant que Silicon Valley té d'una consciència».
Harris va advocar per comprendre i minimitzar els impactes negatius de les tecnologies digitals. El 2017, va parlar a 60 Minuts amb Anderson Cooper sobre el disseny addictiu d'aplicacions mòbils. En una presentació del 2019 a San Francisco va encunyar l'expressió human downgrading per a descriure un sistema interconnectat de danys que es reforcen mútuament (addicció, distracció, aïllament, polarització, notícies falses) que debiliten la capacitat humana per a centrar l'atenció.
Harris va ser entrevistat per a la pel·lícula The Social Dilemma, on hi afirma que «mai no abans a la història 50 dissenyadors havien pres decisions que tindrien un impacte en dos mil milions de persones» sobre els danys de les xarxes socials. El 2021, Harris va ser inclòs a la llista Time 100 Next.